# Харьковский государственный театральный институт
Харьковский государственный театральный институт — высшее учебное заведение в Харькове, образован в 1939 году, прекратил деятельность в 1963 году.

## История
В 1934 году, когда столицу советской Украины перевели из Харькова в Киев, всю его музыкальную составляющую передали восстановленной Киевской консерватории, превратив ее в театральный вуз, тогда как Харьковский и Одесский институты реформировали в полноценные консерватории без драматических классов.
Соответственно, Киевский государственный театральный институт, как он стал называться в 1934 году, оказался на некоторое время единственным театральным учебным заведением на Украине, пока в 1939 году не был открыт государственный театральный институт в Харькове.
Образован в 1939 году на базе театральной школы, которая в свою очередь возникла из Музыкально-драматического института, существовавшего с 1923 года.
Во время войны Харьковский государственный театральный институт был эвакуирован в Саратов, где работал как украинский отдел московского ГИТИСа («Государственный Институт Театрального Искусства»).
Вернулся в Харьков в 1943 году, сначала действовал как филиал Киевского института театрального искусства, а с 1945 года вновь самостоятельно.
До 1934 года институт работал по системе Л. Курбаса, который там преподавал вместе со своими учениками (В. Василько, Г. Игнатович, Б. Тягно, М. Верхацкого, Л. Гаккебуш и др).
Дольше всего институтом руководил И. Марьяненко (1925—1934; 1934—1941 и 1944—1961), впоследствии М. Крушельницкий (1944—1961) и Д. Власюк (1961—1963).
В 1963 году Харьковский государственный театральный институт был ликвидирован как самостоятельное учреждение и на базе двух его факультетов был организован Харьковский государственный институт искусств им. И. Котляревского.